# 충주 고구려비
충주 고구려비(忠州 高句麗碑, Chungju Goguryeo Monument) 또는 중원 고구려비는 한반도에서 발견된 유일한 고구려비로 5세기 고구려에서 만들어진 것으로 추정된다. 비의 높이는 2.03 m, 폭은 55 cm, 두께는 33 cm이고, 충청북도 충주시 중앙탑면 용전리 입석마을에 소재한다.
1981년 3월 18일 대한민국의 국보 제205호로 지정되었다. 2006년에는 충주시 차원에서 국원 고구려비(國原 高句麗碑)라는 이름으로 유네스코 세계유산(UNESCO World Heritage Site)에 등재를 구상하였다.
2019년 충주 고구려비가 장수왕시기에 건립된 것이 아니라 광개토태왕이 건립했다는 가설이 나왔다. 새로 판독한 문자에 의하면 '영락7년세재정유(永樂七年歲在丁酉)'라고 써있었으며 영락(永樂)은 광개토태왕이 즉위하고 붕어하기 까지의 연호이다.

## 역사
충주 고구려비는 1979년 4월 8일 단국대학교 박물관 학술조사단에 의하여 발굴,조사되어 고구려 시대의 석비로 판명됐다. 국내에 유일하게 남아 있는 고구려 석비로, 장수왕이 남한강 유역의 여러 성을 공략하여 개척한 후 세운 기념비로 추정된다. 1979년 입석마을 입구에서 발견되었는데, 오랜 세월이 흐른 탓에 발견 당시 비면이 심하게 마모되어 있었다. 충주 고구려비의 시기에 관해선 5세기 전반 광개토왕 때의 학설부터 6세기 평원왕 때의 학설까지 다양한 학설이 있으나, 5세기 후반 장수왕 때 축조됐다는 학설이 지배적이다.
충주시는 고구려 시기에는 남부 거점인 국원성(國原城)이었으며, 신라가 이곳을 빼앗은 뒤 중원경으로 개칭했다. 충주가 충주시와 중원군으로 분리되어 있던 시기(1956년 - 1994년)에 발견되었기 때문에 흔히 '중원 고구려비'라고도 한다.
비석이 발견된 1979년 당시에도 마모가 심하게 진행되어 많은 글자를 알아볼 수 없는 상태였다. 형태는 넓적한 돌기둥처럼 보이며 자연석을 그대로 비석으로 활용하고 있다. 화강암으로 만든 비의 사면에 예서체 글씨가 1행 23자꼴로 528자 새겨져 있다. 마모가 심해 비문의 내용은 알아 볼 수 없지만 신라토내당주(新羅土內幢主)라는 표현을 통해 충주 고구려비를 만들 당시 고구려군이 신라에 주둔했으며 고구려가 신라에 대한 영향력을 행사했음을 알 수 있다.

## 보존
1981년 3월 국보로 지정된 이후 같은 해 8월 중원군에서 보호각을 건립하였으며, 2010년 12월 문화재청의 문화재지정명칭 일제정비사업의 일환으로 중원고구려비를 충주 고구려비로 명칭을 변경하였다. 비석을 보존하기 위한 보호각이 있었지만 여전히 외부 환경에 노출되어 있었으며, 2012년 7월 충주고구려비 전시관이 건립되고 개관하며 충주 고구려비는 전시관 내부에 보존되고  실내에서 관람할 수 있게 되었다. 

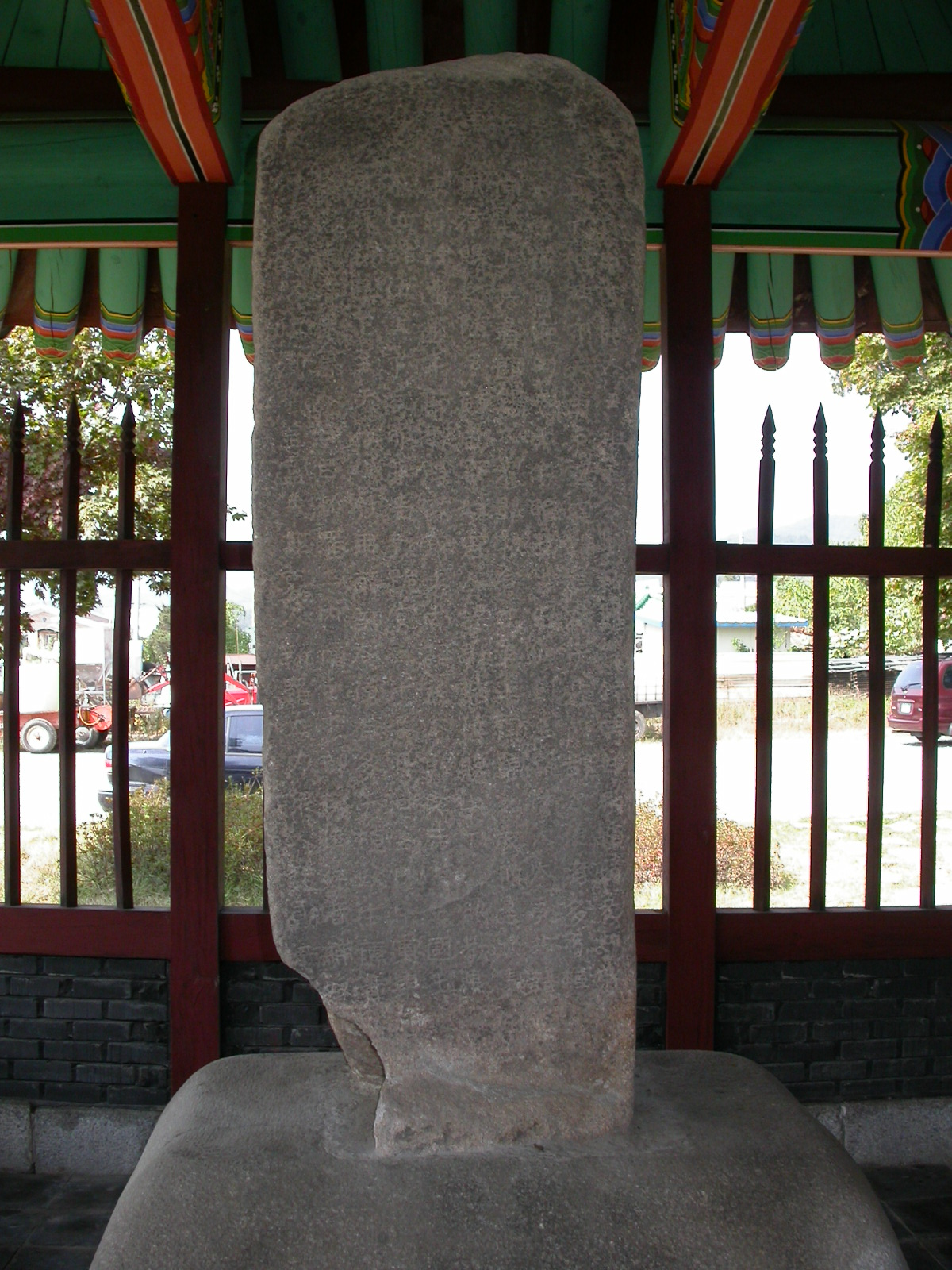
2012년 이전까지 보호각 내에 있던 충주고구려비

## 판본
□□□□□□□□□□□□□□□□□□□□□□□□□□
□□□□□□□□□□□□□□□□□□□□□□□□□□
□□□□□□□□□□□□□□□□□□□□□□□□□□
□□□□□□□□□□□□□□□公□□□□衆殘
□□□□□□□□□不□□使□□□壬子□□伐
□□□□□□□□□□□□□□□□□□□□□□□□□
□□□□□□□□□□□□□□□

5월에 고려태왕(高麗太王)의 상왕공(相王公)과 …… 신라 매금(寐錦)은 세세(世世)토록 형제같이 지내기를 원하여 서로 화목하고 천도를 지키기(守天) 위해 동으로 (왔다). 매금(寐錦) 기(忌)[7], 태자(太子) 공(共), 전부(前部)의 대사자(大使者) 다혜환노(多兮桓奴) 주부(主簿) 도덕(道德) 등이 ……로 가서 궤영(跪營)에 이르렀다. 태자 공(太子 共)…… 尙 …… 上共看 명령하여 태적추(太翟鄒)를 내리고 …… 매금(寐錦)의 의복(衣服)을 내리고 건립처(建立處) 용자사지(用者賜之) 수자(隨者) …… . 노객인(奴客人) …… 제위(諸位)에게 교(敎)를 내리고 여러 사람에게 의복을 주는 교(敎)를 내렸다. 동이매금이
늦게 돌아와 매금(이 다스리는) 땅의 제중인(諸衆人)에게 절교사(節敎賜)를 내렸다. (태자 共이) 고구려 국토 내의 대위(大位), 제위(諸位) 상,하에게 의복과 수교(受敎)를 궤영에서 내렸다. 12월 23일 갑인에
동이 매금의 사람들이 우벌성(于伐城)에 와서 교(敎)를 내렸다. 전부(前部)의 대사자 다혜환노와 주부 도덕이 국경 근처에서 300명을 모았다. 신라토내당주 하부(下部) 발위사자(拔位使者) 귀도(貴道)
…… 와 개로(盖盧)가 함께 신라 영토 내의 여러 사람을 모아서 움직였다.
- 원문:五月中高麗太王相王公□新羅寐錦世世爲願如兄如弟上下相和守天東來之寐錦忌太子共前部大使者多亐桓奴主簿道德□□□安□□去□□到至跪營□太子共□尙□上共看節賜太翟𨛃□食□□賜寐錦之衣服建立處用者賜之隨者節□□奴客人□敎諸位賜上下衣服敎東夷寐錦遝還來節敎賜寐錦土內諸衆人□□□□王國土大位諸位上下衣服兼受敎跪營之十二月廿三日甲寅東夷寐錦上下至于伐城敎來前部大使者多亐桓奴主簿□□□□境□募人三百新羅土內幢主下部拔位使者補奴□□奴□□□□盖盧共□募人新羅土內衆人拜動□□

신유년(辛酉年) …… 十 …… 태왕국토(太王國土) ……(행 전체 마모)上有 …… 酉 …… 동이 매금의 영토…… 方 …… 桓□沙□斯色 …… 고추가(古鄒加) 공(共)의 군대가 우벌성(于伐城)에 이르렀다. ……고모루성수사(古牟婁城守事) 하부(下部) 대형(大兄) 야□(耶□)
- 원문:□□□中□□□□城不□□村舍□□□□□□□沙□□□□□□□□□班功□□□□□□□□節人□□□□□□□□□辛酉年□□□十□□□□□太王國土□□□□□□□□□□□□□□□□□□□□□□□□ □□□□□□□□□上有□□酉□□□□東夷寐錦土□□□□□□方□桓□沙□斯色□□古𨛃加共軍至于伐城□□□古牟婁城守事下部大兄耶□…… 中 …… 城不 …… 村舍 …… 沙…… 班功 …… 節人 ……

## 같이 보기
- 국원 고구려비
- 국원성
- 광개토왕릉비
- 장수왕

## 참고 자료
- 「고대로부터의 통신」, 중원 고구려비, 한국역사연구회 고대사 분과 저, 푸른역사(2004년, 211~228p)
- 「고구려 전쟁의 나라」, 초원에서 낙동강까지, 서영교 저, 글항아리(2007년, 127~152p)